# Triatlón en los Juegos Olímpicos de Los Ángeles 2028
El triatlón en los Juegos Olímpicos de Los Ángeles 2028 se realizará en la playa de Venice Beach en julio de 2028.